# Marinintendenturkåren
Marinintendenturkåren var en personalkår som bildades genom 1903 års riksdags beslut. Den 1 oktober 1966 uppgick den i Försvarets intendenturkår, tillsammans med Intendenturkåren och flygvapnets intendenter. Denna sammanslogs i sin tur med Fälttygkåren 1973 och bildade Försvarets intendentkår. Denna upphörde som personalkår 1990.

## Historia
Kåren, som var civilmilitär, bestod av en marinöverintendent och chef, förste marinintendenter, marinintendenter av 1:a och 2:a graden samt marinunderintendenter. Till kåren räknades dessutom marinintendentsaspiranter och marinintendentselever samt vid flottans stationer anställda auditörer, vice auditörer, väblar och vaktmästare samt advokatfiskalen vid flottans station i Karlskrona. Kåren hade även en reserv. Kårens intendenturpersonal, omfattande 71 beställningar enligt (1912) gällande stat, var skyldig att tjänstgöra vid flottan och kustartilleriet såväl i land som ombord å fartyg i de befattningar, vartill den kommenderades. Personalens tjänstgöring omfattade i land såväl verklig intendenturtjänst som kameral- och kanslitjänst samt ombord de göromål, som enligt gällande reglemente ålåg stabs- och fartygsintendenter. Marinintendenter av olika grader, auditörer och advokatfiskal utnämndes av Kungl. Maj:t. Marinöverintendenten var personalchef för kåren och samtidigt chef för Intendenturavdelningen vid Marinförvaltningen. Som chef för vardera av flottans stationers personal av Marinintendenturkåren tjänstgjorde en chefsintendent. Intendenturpersonalen rekryterades genom antagning och utbildning av marinintendentselever. Dessa, som bland annat skulle ha avlagt studentexamen, antogs av chefen för Sjöförsvarsdepartementet efter förslag av en kommission med marinöverintendenten som ordförande. Efter genomgång av en ettårig utbildningskurs antogs lämpliga elever till marinintendentsaspiranter och utbildades i en särskilt anordnad marinintendentskola till marinintendenter, för stamanställning under två år, för anställning i reserven under ett år.
Före Marinintendenturkårens uppsättning fylldes dess uppgifter av Flottans civilstat, vilken leder sitt ursprung från tiden för anläggningen av Karlskrona örlogsstation, det vill säga 1680-talet. Stationernas förvaltning övertogs nämligen då av de lokala myndigheterna, efter att förut ha varit anförtrodd (före 1634) åt riksskattmästaren med biträde av kammarråd och kamrerare, efter nämnda år åt Amiralitetskollegium. Flottans civilstat undergick därefter många förändringar. Den sista för densamma gällande staten fastställdes 1874 och upptog stationsintendenter, sekreterare, kamrerare, regementsskrivare, kammarförvanter, revisorer, förvaltare vid olika förråd och anstalter, kassörer, bokhållare, kammarskrivare, e. o. kammarskrivare, auditörer, v. auditörer, advokatfiskal, väblar och vaktmästare. För anställning som tjänsteman fordrades under senare tid avgångsexamen från högre elementarläroverk samt vid å någon av stationerna undergånget förhör ådagalagd nöjaktig insikt i erforderliga delar av gällande reglemente för flottan. För anställning som sekreterare hos stationsbefälhavare, advokatfiskal och auditör fordrades dock examen, som berättigade till inträde vid rikets rättegångsverk. Vid Marinintendenturkårens uppsättning övergick större delen av civilstatens personal till nämnda kår.

## Chefer
Följande personer var marinöverintendenter och chefer för Marinintendenturkåren:

- 1903–1909: Efraim Dahlin
- 1909–1920: Henry Lindberg
- 1920–1923: Birger Maijström, tf
- 1923–1932: Birger Maijström
- 1933–1948: Carl Ekman
- 1946–1948: Jarl Bring, tf
- 1948–1961: Jarl Bring
- 1961–1963: Karl Segrell, tf
- 1963–1965: Karl Segrell